# Деш, Огаст
Огаст Джордж «Гас» Деш (англ. August Georg "Gus" Desch, 12 декабря 1898 — 14 ноября 1964) — американский легкоатлет, призёр Олимпийских игр.
Огаст Деш родился в 1898 году в Ньюарке (штат Нью-Джерси). В 1920 году на Олимпийских играх в Антверпене он завоевал бронзовую медаль в беге на 400 м с барьерами. Впоследствии Деш переключился на футбол, стал тренером и издал несколько книг.